# 肯恩大學
肯恩大學（Kean University，/ˈkeɪn/）是一所位於美國新澤西州聯合县的公立大學，主要教授文科課程，2019年《美國新聞與世界報道》將其列在“北部地区大学”排名中的第139名， 其排名最高的課程職能治療列在全國第127位。
肯恩大學于1855年成立於紐華克，稱紐華克師範學校（Newark Normal School），直到1958年才開始因為戰後人口增長而擴招、增設其他課程，同時也搬到了聯合鎮。1997年9月26日正式成為大學，并改現名。它現在是州內最大的高等教育機構之一，在中國與溫州市合辦有溫州肯恩大學。

## 外部連結
- 官方网站
- Kean University Cougars Athletics （页面存档备份，存于）

40°40′46″N 74°13′55″W / 40.6795°N 74.2319°W